# Campmobil
Campmobil var ett svenskt husbilsmärke tillverkat i Åkersberga mellan 1978 och 1992.
Modellen Monaco baserad på den klassiska VW-bussen var den mest sålda. På samma bas tillverkades även modellen Casino under åren 1988 till 1990.  Bilarna uppfyllde de stränga svenska personbilskraven som bl.a. innefattade säkerhetsbälten även i bodelen och stötupptagande paneler för de åkande.
Baserad på den större VW LT tillverkades modellen Milano från 1985 till 1992. I samband med lanseringen av Volkswagen California 1991, som först tillverkades av tyska Westfalia för att senare bli en helt av Volkswagen producerad modell, avslutades tillverkningen.